# Греко-римская борьба на летних Олимпийских играх 1952 — свыше 87 кг
Соревнования по греко-римской борьбе в рамках Олимпийских игр 1952 года в тяжёлом весе (свыше 87 килограммов) прошли в Хельсинки с 24 по 27 июля 1952 года в «Exhibition Hall I».
Турнир проводился по системе с начислением штрафных баллов. За чистую победу штрафные баллы не начислялись, за победу по очкам борец получал один штрафной балл, за любое поражение (по очкам со счётом 2-1, со счётом 3-0 или чистое поражение) — три штрафных балла. Борец, набравший пять штрафных баллов, из турнира выбывал. Трое оставшихся борцов выходили в финал, проводили встречи между собой. Схватка по регламенту турнира продолжалась 15 минут. Если в течение первых десяти минут не было зафиксировано туше, то судьи могли определить борца, имеющего преимущество. Если преимущество никому не отдавалось, то назначалось шесть минут борьбы в партере, при этом каждый из борцов находился внизу по три минуты (очередность определялась жребием). Если кому-то из борцов было отдано преимущество, то он имел право выбора следующих шести минут борьбы: либо в партере сверху, либо в стойке. Если по истечении шести минут не фиксировалась чистая победа, то оставшиеся четыре минуты борцы боролись в стойке.
В тяжёлом весе должны были бороться 12 участников, но два участника не явились. Неоспоримым фаворитом был советский тяжеловес, ветеран Йоханнес Коткас, чемпион Европы 1938 и 1939 годов в составе сборной Эстонии и чемпион Европы 1947 года в составе уже сборной СССР. К тому времени за 15 лет Коткас не проиграл ни одной встречи. Он и на Олимпийских играх продемонстрировал своё абсолютное превосходство над соперниками, во всех встречах победив досрочно. Вторым стал чехословацкий тяжеловес Йозеф Ружичка, который также одержал три чистые победы, но не смог ничего противопоставить Коткасу. Третьим был финский борец Тауно Кованен.  

## Призовые места
- Йоханнес Коткас (URS)
- Йозеф Ружичка (TCH)
- Тауно Кованен (FIN)

## Первый круг
| Штрафных баллов | Участник 1               | Результат    | Участник 2            | Штрафных баллов |
| --------------- | ------------------------ | ------------ | --------------------- | --------------- |
| 0               | Вилли Вальтнер (GER)     | Неявка       | Кеннет Ричмонд (GBR)  | 3               |
| 0               | Антониос Георгулос (GRE) | Туше (12:43) | Адольфо Рамирес (ARG) | 3               |
| 1               | Тауно Кованен (FIN)      | 3-0          | Александру Сули (ROU) | 3               |
| 0               | Йозеф Ружичка (TCH)      | Туше (5:30)  | Йожеф Ковач (HUN)     | 3               |
| 0               | Йоханнес Коткас (URS)    | Неявка       | А. Баарендсе (BEL)    | 3               |
| 0               | Бенгт Фальквист (SWE)    | Туше (5:30)  | Гвидо Фантони (ITA)   | 3               |

## Второй круг
| Штрафных баллов | Участник 1            | Результат   | Участник 2               | Штрафных баллов |
| --------------- | --------------------- | ----------- | ------------------------ | --------------- |
| 1               | Вилли Вальтнер (GER)  | 3-0         | Антониос Георгулос (GRE) | 3               |
| 2               | Тауно Кованен (FIN)   | 3-0         | Адольфо Рамирес (ARG)    | 6               |
| 4               | Александру Сули (ROU) | 2-1         | Йожеф Ковач (HUN)        | 6               |
| 4               | Гвидо Фантони (ITA)   | 2-1         | Йозеф Ружичка (TCH)      | 3               |
| 0               | Йоханнес Коткас (URS) | Туше (2:40) | Бенгт Фальквист (SWE)    | 3               |

## Третий круг
| Штрафных баллов | Участник 1            | Результат    | Участник 2               | Штрафных баллов |
| --------------- | --------------------- | ------------ | ------------------------ | --------------- |
| 3               | Тауно Кованен (FIN)   | 3-0          | Вилли Вальтнер (GER)     | 4               |
| 5               | Александру Сули (ROU) | 3-0          | Антониос Георгулос (GRE) | 6               |
| 3               | Йозеф Ружичка (TCH)   | Туше (10:09) | Бенгт Фальквист (SWE)    | 6               |
| 0               | Йоханнес Коткас (URS) | Туше (3:41)  | Гвидо Фантони (ITA)      | 7               |

## Четвёртый круг
| Штрафных баллов | Участник 1            | Результат   | Участник 2           | Штрафных баллов |
| --------------- | --------------------- | ----------- | -------------------- | --------------- |
| 3               | Йозеф Ружичка (TCH)   | Туше (0:30) | Вилли Вальтнер (GER) | 7               |
| 0               | Йоханнес Коткас (URS) | Туше (2:43) | Тауно Кованен (FIN)  | 6               |

## Финал

### Встреча 1
| Штрафных баллов | Участник 1            | Результат   | Участник 2          | Штрафных баллов |
| --------------- | --------------------- | ----------- | ------------------- | --------------- |
| 3               | Йозеф Ружичка (TCH)   | Туше (4:43) | Тауно Кованен (FIN) | 9               |
| 0               | Йоханнес Коткас (URS) | Пропускал   |                     |                 |

### Встреча 2
| Штрафных баллов | Участник 1            | Результат   | Участник 2          | Штрафных баллов |
| --------------- | --------------------- | ----------- | ------------------- | --------------- |
| 0               | Йоханнес Коткас (URS) | Туше (4:32) | Йозеф Ружичка (TCH) | 6               |
| 8               | Тауно Кованен (FIN)   | Пропускал   |                     |                 |